# Một tấn kịch
Một tấn kịch (tiếng Nga: Драма) là một truyện ngắn trào phúng của nhà văn Anton Chekhov, ra đời năm 1886.

## Nội dung

### Nhân vật
- Bà Murashkina
- Ông Pavel

## Chuyển thể
- Một tấn kịch (phim truyền hình, 1960)